# Lappersdorf

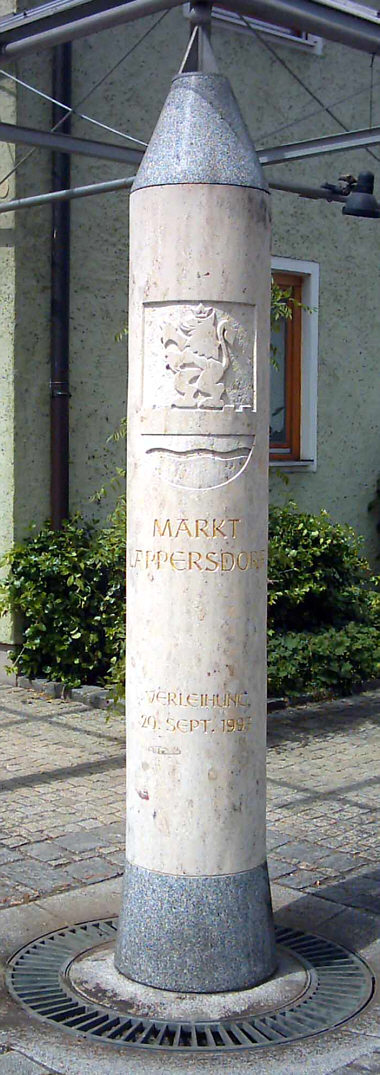
Pomnik z okazji nadania gminie praw targowych

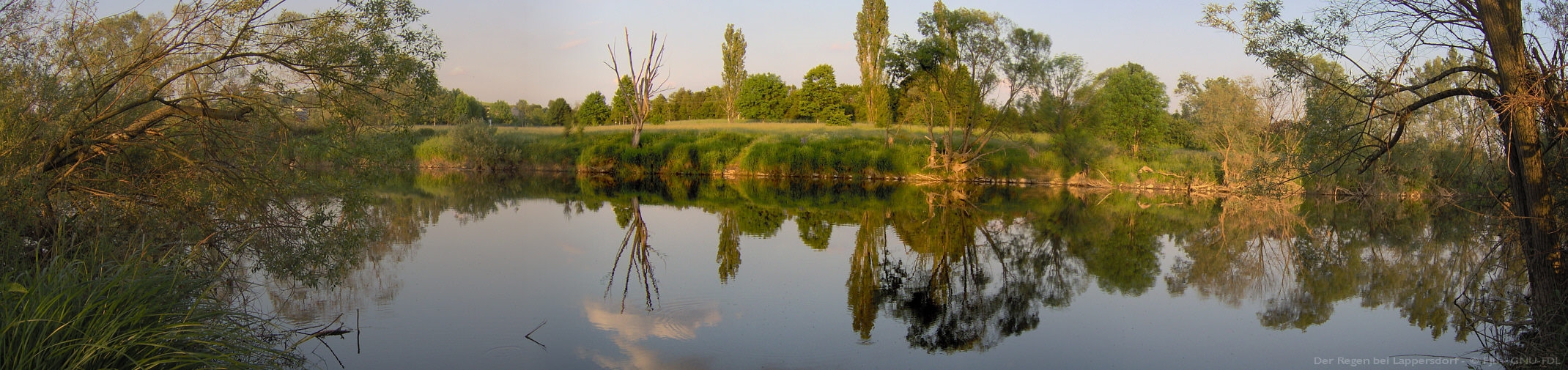
Rzeka Regen w Lappersdorfie

Lappersdorf – gmina targowa w Niemczech, w kraju związkowym Bawaria, w rejencji Górny Palatynat, w regionie Ratyzbona, w powiecie Ratyzbona. Leży około 5 km na północ od Ratyzbony, nad rzeką Regen, przy autostradzie A93 i drodze B15.

## Demografia
| Rok  | Liczba mieszk. |
| 1970 | 8 021          |
| 1987 | 10 908         |
| 2000 | 12 288         |
| 2005 | 13 850         |

## Oświata
(na 1999)

W gminie znajduje się 375 miejsc przedszkolnych (441 dzieci) oraz 2 szkoły podstawowe (39 nauczycieli, 730 uczniów).